# Mahonia taronensis
Mahonia taronensis là một loài thực vật có hoa trong họ Hoàng mộc. Loài này được Hand.-Mazz. mô tả khoa học đầu tiên năm 1924.